# (13845) Jillburnett
(13845) Jillburnett (1999 XL63) – planetoida z pasa głównego asteroid okrążająca Słońce w ciągu 5,63 lat w średniej odległości 3,16 j.a. Odkryta 7 grudnia 1999 roku.